# 100 карбованців «500-річчя Російської держави (Л. М. Толстой)»
500-річчя Російської держави (Л. М. Толстой) (рос. 500-летие Российского государства (Л. Н. Толстой)) — золота ювілейна монета СРСР вартістю 100 карбованців, випущена 3 вересня 1991 року. 

## Тематика
Монета присвячена Льву Миколайовичу Толстому (9 вересня 1828 — 20 листопада 1910) — російський письменник і громадський діяч, автор романів «Війна і мир», «Анна Кареніна», «Воскресіння» та інших творів.

## Історія
Починаючи з 1977 року, в СРСР проводилося карбування ювілейних і пам'ятних золотих монет, присвячених різним подіям. Ці монети в обіг не надходили і йшли в основному на експорт. Ювілейні та пам'ятні монети приймалися в будь-якому магазині за номінальною вартістю.
У 1989—1991 роках було випущено серію монет «500-річчя Російської держави» з якістю пруф — 6 срібних монет номіналом у 3 карбованці, 3 паладієвих монет номіналом 25 карбованців, 3 монети номіналом 50 карбованців і 3 монети номіналом 100 карбованців у золоті, а також 3 монети номіналом 150 карбованців у платині. Монети було присвячено історичним подіям, регаліям, пам'ятникам, культурним і політичним діячам, тісно пов'язаних з історією Росії.
Монети карбувалися на Московському монетному дворі (ММД).

## Опис та характеристики монети
| Номінал крб. | Метал  | Проба | Маса грам | Діаметр мм. | Товщина | Гурт      | Тираж штук    |
| ------------ | ------ | ----- | --------- | ----------- | ------- | --------- | ------------- |
| 100          | золото | 900   | 17.45     | 30          | 1.8     | рубчастий | 14.000 (пруф) |

### Аверс
Зверху герб СРСР з 15 витками стрічки, під ним літери «СРСР», нижче ліворуч і праворуч риса, під рискою зліва хімічне позначення «Au» і проба «900» металу з якого зроблена монета, під ними чиста вага дорогоцінного металу «15,55», під рискою праворуч монограма монетного двору «ММД», нижче позначення вартості монети цифра «100» і нижче слово «РУБЛЕЙ», знизу у канта рік випуску монети «1991».

### Реверс
Ліворуч, зверху і праворуч уздовж канта монети слова «500-ЛЕТИЕ ЕДИНОГО РУССКОГО ГОСУДАРСТВА», в середині портрет Л. М. Толстого, праворуч від нього рік народження «1828» і під ним рік смерті «1910», знизу уздовж канта напис прописом «Лев Толстой».

### Гурт
Рубчастий (240 рифлень).

## Автори
- Художник: А. А. Колодкін
- Скульптор: А. А. Новічков